# Györgytarló
Györgytarló – wieś i gmina w północno-wschodniej części Węgier, w pobliżu miasta Sárospatak.
Miejscowość leży na obszarze Średniogórza Północnowęgierskiego. Administracyjnie gmina należy do powiatu Sárospatak, wchodzącego w skład komitatu Borsod-Abaúj-Zemplén i jest jedną z jego 16 gmin.